# Saeid Abbasi
Saeid Ahmad Abbasi (in persiano سعید احمدعباسی‎; Tonekabon, 31 luglio 1992) è un giocatore di calcio a 5 iraniano, campione asiatico con la Nazionale iraniana nel 2018 e nel 2024.

## Carriera
Abbasi ha debuttato con la Nazionale di calcio a 5 dell'Iran nel 2017; un anno dopo ha vinto con la selezione persiana la Coppa d'Asia. Nel 2021 figura tra i convocati dell'Iran per la Coppa del Mondo.

## Palmarès

### Club
- Campionato iraniano: 3
Tasisat Daryaei: 2014-15, 2015-16
Giti Pasand: 2021-22
- AFC Futsal Club Championship: 1
Tasisat Daryaei: 2015

### Nazionale
- Coppa d'Asia: 2
Taipei Cinese 2018, Thailandia 2024